# Diocesi di Osogbo
La diocesi di Osogbo (in latino: Dioecesis Osogboana) è una sede della Chiesa cattolica in Nigeria suffraganea dell'arcidiocesi di Ibadan. Nel 2021 contava 74.440  battezzati su 2.309.000 abitanti. È retta dal vescovo John Akin Oyejola.

## Territorio
La diocesi comprende 24 delle 30 Local Government Areas dello Stato nigeriano di Osun.
Sede vescovile è la città di Osogbo, dove si trova la cattedrale di San Benedetto.
Il territorio è suddiviso in 56 parrocchie.

## Storia
La diocesi è stata eretta il 3 marzo 1995 con la bolla Ad aptius provehendum di papa Giovanni Paolo II, ricavandone il territorio dalla diocesi di Oyo.

## Cronotassi dei vescovi
Si omettono i periodi di sede vacante non superiori ai 2 anni o non storicamente accertati.
- Gabriel 'Leke Abegunrin (3 marzo 1995 - 29 ottobre 2013 nominato arcivescovo di Ibadan)
  - Sede vacante (2013-2016)
- John Akin Oyejola, dal 2 aprile 2016

## Statistiche
La diocesi nel 2021 su una popolazione di 2.309.000 persone contava 74.440 battezzati, corrispondenti al 3,2% del totale.
| anno | popolazione | popolazione | popolazione | presbiteri | presbiteri | presbiteri | presbiteri                | diaconi | religiosi | religiosi | parrocchie |
| anno | battezzati  | totale      | %           | numero     | secolari   | regolari   | battezzati per presbitero | diaconi | uomini    | donne     | parrocchie |
| ---- | ----------- | ----------- | ----------- | ---------- | ---------- | ---------- | ------------------------- | ------- | --------- | --------- | ---------- |
| 1997 | 60.000      | 1.914.106   | 3,1         | 32         | 18         | 14         | 1.875                     |         | 15        | 59        | 26         |
| 2000 | 45.000      | 1.745.490   | 2,6         | 34         | 22         | 12         | 1.323                     |         | 13        | 63        | 26         |
| 2001 | 40.000      | 1.500.000   | 2,7         | 39         | 29         | 10         | 1.025                     |         | 11        | 59        | 28         |
| 2002 | 40.000      | 1.510.000   | 2,6         | 34         | 25         | 9          | 1.176                     |         | 10        | 59        | 28         |
| 2003 | 40.000      | 1.510.000   | 2,6         | 38         | 29         | 9          | 1.052                     |         | 9         | 70        | 28         |
| 2004 | 40.000      | 1.500.000   | 2,7         | 43         | 35         | 8          | 930                       |         | 9         | 70        | 30         |
| 2013 | 62.500      | 1.861.000   | 3,4         | 49         | 45         | 4          | 1.275                     |         | 5         | 72        | 42         |
| 2016 | 64.040      | 1.984.620   | 3,2         | 63         | 59         | 4          | 1.016                     |         | 5         | 68        | 42         |
| 2019 | 70.300      | 2.180.700   | 3,2         | 75         | 68         | 7          | 937                       |         | 9         | 70        | 45         |
| 2021 | 74.440      | 2.309.000   | 3,2         | 77         | 72         | 5          | 966                       |         | 9         | 83        | 56         |